# Landkreis Ludwigslust-Parchim

Administrativ indelning i distriktet Ludwigslust-Parchim

Landkreis Ludwigslust-Parchim är ett distrikt (Landkreis) i det tyska förbundslandet Mecklenburg-Vorpommern.
Distriktet bildades 4 september 2011 under en distriktsreform i Mecklenburg-Vorpommern vid en sammanläggning av dåvarande distrikten Ludwigslust och Parchim. Befolkningen bestämde att distriktet får kallas Ludwigslust-Parchim vid en folkomröstningen 4 september 2011.
Distriktet ligger öster om förbundslandet Schleswig-Holstein, söder om de mecklenburgska distrikten Nordwestmecklenburg, Rostock och staden Schwerin, väster om distriktet  Landkreis Mecklenburgische Seenplatte, norr om förbundslandet Brandenburg samt öster om förbundslandet Niedersachsen. Distriktets huvudort är Parchim.

## Administrativ indelning
I förvaltningsrättslig mening finns i modern tid ingen skillnad mellan begreppet Stadt (stad) gentemot Gemeinde (kommun). Distriktet Ludwigslust-Parchim delas in i fem amtsfria städer och sjutton amt.

### Amtsfria städer
- Boizenburg/Elbe
- Hagenow
- Lübtheen
- Ludwigslust
- Parchim

### Amten i distriktet Ludwigslust-Parchim
| - Amt Boizenburg-Land (Förvaltning i Boizenburg) - Amt Crivitz (huvudort: Crivitz) - Amt Dömitz-Malliß (huvudort: Dömitz) - Amt Eldenburg Lübz (huvudort: Lübz) - Amt Goldberg-Mildenitz (huvudort: Goldberg) | - Amt Grabow (huvudort: Grabow) - Amt Hagenow-Land (Förvaltning i Hagenow) - Amt Ludwigslust-Land (Förvaltning i Ludwigslust) - Amt Neustadt-Glewe (huvudort: Neustadt-Glewe) - Amt Parchimer Umland Förvaltning i Parchim) | - Amt Plau am See (huvudort: Plau am See) - Amt Sternberger Seenlandschaft (huvudort: Sternberg) - Amt Stralendorf (huvudort: Stralendorf) - Amt Wittenburg (huvudort: Wittenburg) - Amt Zarrentin (huvudort: Zarrentin am Schaalsee) |